# Vitovlje
Vitovlje (in italiano in passato Vittuglia, in friulano Vitulie) è un paese della Slovenia, frazione del comune di Nova Gorica.
La località si trova sulle colline sopra la riva destra della parte occidentale del fiume Vipacco, alle propaggini meridionali della Selva di Tarnova, a 245,6 metri s.l.m., a 11,9 chilometri dal capoluogo comunale e a 12,7 chilometri dal confine italiano.
Il nome dell'insediamento deriva dal patrono San Vito (Sveti Vid). Nell'insediamento (naselje) sono inoltre presenti gli agglomerati di Krnica, Čikavec, Dolenje, Vosizze (Vožiče, dai locali detta Užiče), Badaliči, Gorenje Visoko e Dolenje Visoko.
Il vino Vitovska (sloveno Vitovska Grganja) è una specie autoctona del villaggio.

## Geografia fisica

### Alture principali
Črni vrh, 1260 m; Jančerijski vrh, 1155 m.

## Storia
Frazione (Enclave) del comune di Sanpasso (Schönpass, Šempas) in epoca ottocentesca, a inizio Novecento venne scorporato per formare assieme alla vicina Osek a costituire il comune di Osek-Vitovljie.

In questo periodo la località era nota sia col toponimo sloveno di Vitovlje e sia con quello italiano di Vittuglia.
Dopo la prima guerra mondiale e in seguito al Trattato di Rapallo, la località passò al Regno d'Italia assieme al resto della Venezia Giulia. Dal punto di vista amministrativo il comune, il cui nome venne italianizzato in Ossecca-Vittuglia, venne inquadrato dapprima nel Circondario di Gorizia della provincia del Friuli, mentre nel 1927 passò alla ricostituita Provincia di Gorizia. La frazione di Vittuglia comprendeva anche il centro di Uzice/Vosizze. L'anno successivo il comune cessò di esistere e venne assorbito da quello di Sambasso.
Nel 1947, in seguito alla seconda guerra mondiale e ai Trattati di Parigi, il comune passò alla Jugoslavia, entrando a far parte nel corso del dopoguerra del comune di Nova Gorica. Dal 1991 fa parte della Slovenia.

## Monumenti e luoghi di interesse
La principale chiesa del paese si trova a 600 m a nord su di una collina di 604 metri s.l.m. ed è dedicata all'Assunzione di Maria; essa viene citata assieme al paese in un documento dei Conti di Gorizia del 1361.
Immediatamente a sud del paese invece si erge la chiesa di San Paolo.